# TYPO Berlin

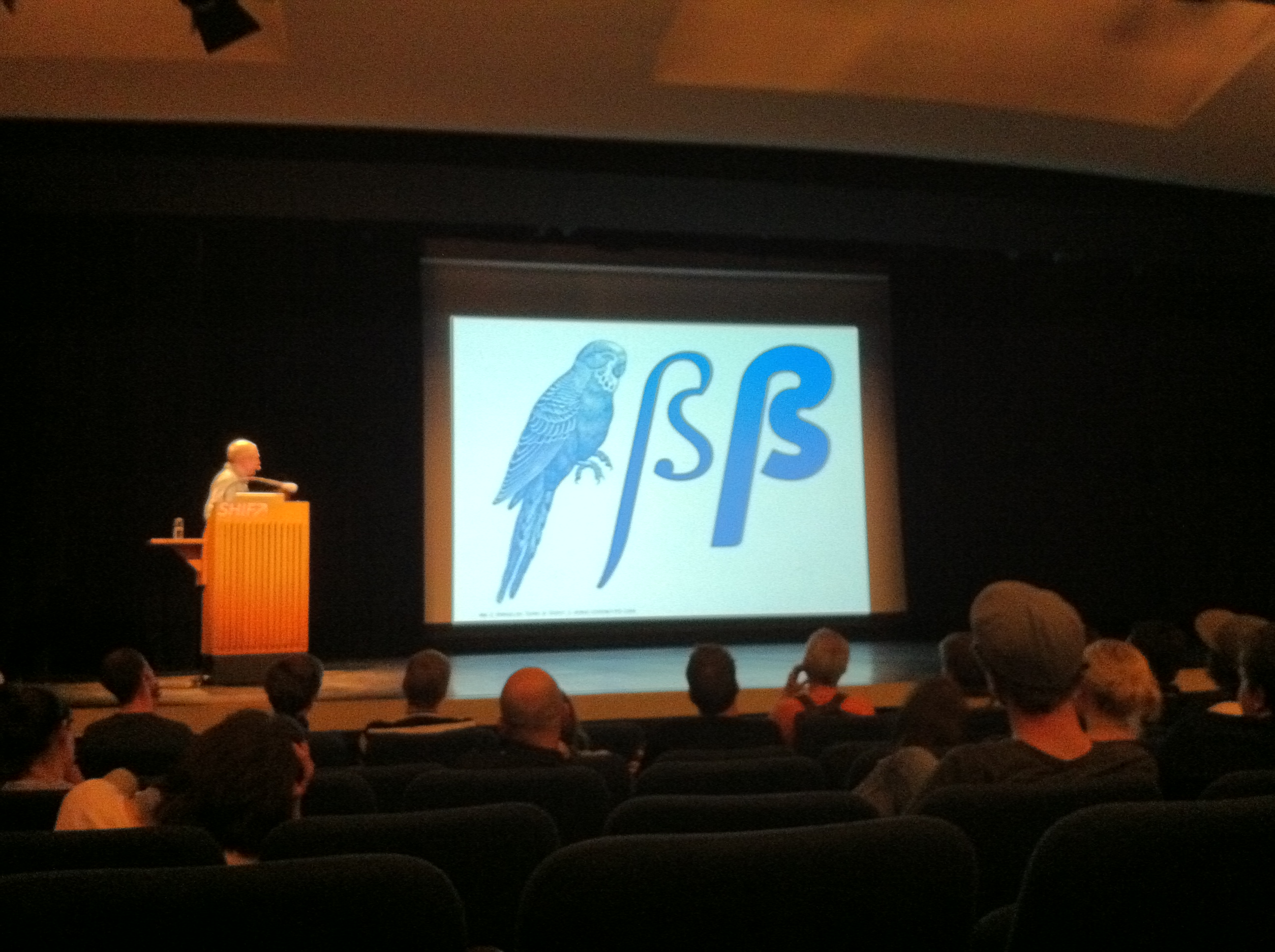
František Štorm at the TYPO Berlin conference in May 2011.

TYPO Berlin war eine europäische Designkonferenz, die seit 1995 im Berliner Haus der Kulturen der Welt tagte. Mit etwa 60 Sprechern und 1.600 Teilnehmern galt die TYPO Berlin als eine der größten jährlich stattfindenden Konferenzen für Designer und Kommunikationsexperten Europas. Die Konferenz setzte sich jährlich ein Schwerpunktthema unter dem neueste Entwicklungen und Trends in den Bereichen Branding und Corporate Design, Typografie und Font Engineering sowie Grafikdesign und Mediengestaltung verhandelt werden. Themen waren u. a. Trigger (2018), Wanderlust (2017), Beyond Design (2016), Character (2015), Roots (2014), Touch (2013), Sustain (2012).
Die Initialzündung der Konferenz durch FontShop, ein Versandhaus für Schriften, fand unter anderem Titel statt. Initiator der ersten FontShop Konferenz FUSE95 war der britische Grafikdesigner und Schriftenentwerfer Neville Brody. Seitdem sprachen führende Persönlichkeiten aus den Sparten Design, Branding, Medien, Kultur und Wirtschaft auf den TYPO Konferenzen, darunter Christoph Amend, Joachim Baldauf, Mirko Borsche, Bazon Brock, David Carson, Ken Garland, Fons Hickmann, Sarah Illenberger, Charles Landry, Mario Lombardo, Gesche Joost, Jim Rakete, Erik Spiekermann, Stefan Sagmeister oder Lawrence Wiener.
2014 wurde FontShop durch die amerikanische Firma Monotype übernommen. Die TYPO Konferenzen wurden jedoch weiterhin vom gleichen Team organisiert. 
Neben der Berliner Konferenz fanden unter dem Leitspruch „Design, culture, society – with a little bit of kerning“ zwei Konferenzen in London (seit 2011, 2012) und vier weitere in San Francisco (2012 bis 2015) statt. Seit 2012 gastierte das eintägige Wanderseminar TYPO Day mehrmals im Jahr an wechselnden Orten. Neu seit 2017 waren die Events Brand Talks und Brand Days. Mit den Brand Talks bringt die TYPO Berlin Marken und Agenturen gemeinsam auf die Bühne. Renommierte Agenturen – darunter Pentagram, Strichpunkt, Fjord, Peter Schmidt Group, KMS Team, MUTABOR, Fuenfwerken und Olapic – gaben gemeinsam mit ihren Auftraggebern exklusive Insights zu aktuellen Rebrandings und digitalen Kampagnen. 
Die 23. TYPO Berlin im Mai 2018 unter dem Motto „Trigger“ war die letzte TYPO Berlin, im Jahr 2019 fiel die Designkonferenz aus, eine Neuauflage ist nicht absehbar.